# Cathédrale Saint-Joseph d'Avarua
Pour les articles homonymes, voir Cathédrale Saint-Joseph.
La cathédrale Saint-Joseph est une cathédrale catholique romaine, située à Avarua, capitale des Îles Cook dont elle domine le centre-ville.
Cette cathédrale est le siège du diocèse de Rarotonga (du nom de l'île où la ville d'Avarua se trouve), qui couvre deux pays, à savoir les Îles Cook et Niue. 